# کرابا
کرابا (به لاتین: Krrabë) یک منطقه مسکونی در آلبانی است که در استان تیرانا واقع شده‌است.